# Juozas Šakinis
Juozas Šakinis (*  19. März 1946  in Pakutuvėnai,  Rajongemeinde Plungė) ist ein litauischer Politiker.

## Leben
1964 absolvierte er die Schule Aleksandravas bei Plungė und lernte die Holzkunstverarbeitung am Technikum für angewandte Kunst in Telšiai. 1977 absolvierte er das Diplomstudium am Valstybinis dailės institutas in Vilnius und wurde Kunstlehrer.
Von 1969 bis 1972 arbeitete er am Forschungsinstitut der technischen Ästhetik in Vilnius. Von 1992 bis 1996 lehrte er im Institut Kretinga der Vytauto Didžiojo universitetas. Von 1996 bis 2000 war er Bürgermeister der Rajongemeinde Kretinga.
Ab 1995 war er Mitglied von Lietuvos krikščionių demokratų partija, ab 2006 der Tėvynės sąjunga.